# الجبحين (الحيمة الخارجية)

تعديل مصدري - تعديل

الجبحين هي إحدى قرى عزلة العجز بمديرية الحيمة الخارجية التابعة لمحافظة صنعاء، بلغ تعداد سكانها 182 نسمة حسب تعداد اليمن لعام 2004.